# Senneville
Senneville ist eine Gemeinde im Südwesten der kanadischen Provinz Québec. Sie liegt auf der Île de Montréal westlich der Stadt Montreal. Die Gemeinde hat eine Fläche von 7,53 km² und zählt 921 Einwohner (Stand: 2016).

## Geographie
Senneville liegt an der Westspitze der Île de Montréal in der Region West Island, am Ufer des Lac des Deux Montagnes. Die Gemeinde grenzt im Nordosten an den Montrealer Stadtbezirk Pierrefonds-Roxboro und im Osten an Sainte-Anne-de-Bellevue. Das Stadtzentrum Montreals ist rund 32 Kilometer entfernt.

## Geschichte
Ab 1672 war das Gebiet als Boisbriand bekannt, benannt nach Michel-Sidrac Dugué de Boisbriand, dem ersten Inhaber des Afterlehens. 1679 verkaufte er es an Charles Le Moyne de Longueuil und Jacques Le Ber. Letzterer errichtete 1686 das Fort Senneville, ein Lager und eine Mühle. Im selben Jahr wurde er durch Louis XIV. geadelt und nannte sich fortan Jacques Le Ber de Saint-Paul de Senneville, nach seinem Geburtsort Senneville. 1895 erhielt das Dorf den Status einer Gemeinde, nachdem es sich von Sainte-Anne-du-Bout-de-l’Île abgespalten hatte.
Am 1. Januar 2002 wurden 27 Gemeinden auf der Insel mit Montreal fusioniert. Besonders in Gemeinden mit einem hohen Anteil an Englischsprachigen regte sich Widerstand, da diese Maßnahme von der Provinzregierung der separatistischen Parti Québécois angeordnet worden war. Ab 2003 stellte die Parti libéral du Québec die Regierung und versprach, die Gemeindefusionen rückgängig zu machen. Am 20. Juli 2004 fanden in 22 ehemaligen Gemeinden Referenden statt. In Senneville sprachen sich 93,4 % der Wahlbeteiligten für die Trennung aus. Die Gemeinde wurde am 1. Januar 2006 neu gegründet, musste aber zahlreiche Kompetenzen an den Gemeindeverband abtreten.

## Bevölkerung
Gemäß der Volkszählung 2011 zählte Senneville 922 Einwohner, was einer Bevölkerungsdichte von 122,8 Einw./km² entspricht. 48,4 % der Bevölkerung gaben Englisch als Hauptsprache an, der Anteil des Französischen betrug 34,8 %. Als zweisprachig (Französisch und Englisch) bezeichneten sich 2,7 %, auf andere Sprachen und Mehrfachantworten entfielen 14,1 % (darunter 2,2 % Deutsch). Ausschließlich Englisch sprachen 16,3 %, ausschließlich Französisch 4,3 %. Im Jahr 2001 waren 66,5 % der Bevölkerung römisch-katholisch, 16,5 % protestantisch, 3,6 % jüdisch und 9,8 % konfessionslos.

## Verkehr
Senneville liegt an der Autoroute 40, der zwischen Montreal und Ottawa verlaufenden Autobahn. Diese überquert den See auf der 1966 eröffneten Pont de l’Île-aux-Tourtes nach Vaudreuil-Dorion. Etwas weiter im Süden verläuft die Autoroute 20 in Richtung Toronto. Die Gemeinde wird durch eine Buslinie der Société de transport de Montréal zum Bahnhof von Sainte-Anne-de-Bellevue erschlossen; dort besteht Anschluss an die exo-Vorortszüge nach Montreal.